# NGC 518
NGC 518 is een spiraalvormig sterrenstelsel in het sterrenbeeld Vissen. Het hemelobject ligt 107 miljoen lichtjaar (32,8 × 106 parsec) van de Aarde verwijderd en werd op 17 december 1864 ontdekt door de Duitse astronoom Albert Marth.

## Synoniemen
- GC 5175
- 2MASX J01241762+0919514
- MCG +01-04-049
- PGC 5161
- UGC 952
- ZWG 411.47